# Gustavo Perednik
Gustavo Daniel Perednik, héberül גוסטבו פרדניק (Buenos Aires, 1956. október 21. –) izraeli filozófus, író és oktatási doktor.

## Élete
Nagyszülei a XX. század elején vándoroltak be Ukrajna területéről Argentínába. Általános iskolai tanulmányait egy angol nyelvű iskolában végezte, majd kereskedelmi középiskolába járt. Első elbeszéléseit ötéves kora körül írta, első irodalmi sikereit pedig tizenhét évesen érte el, amikor iskolai díjat nyert Utolsó előtti emlékirataiért („Penúltimas Memorias”). Ebben az időben, 1973 novemberében, a jom kippuri háború alatt jelent meg első cikke is a „Nueva Visión” (Új perspektíva) című folyóiratban. Először 1974-ben látogatott el Izraelbe. Ösztöndíjasként hosszú időt töltött az Amerikai Egyesült Államokban, Peruban, Uppsalában, a Sorbonne-on és Jeruzsálemben. Eközben vallási intézményekben is szerepet vállalt. Egyetemi tanulmányait végül 1979-ben végezte el a Buenos Aires-i Egyetem közgazdaságtan szakán. Ugyanebben az évben megalakította a Ioná Zsidó Központot (Centro Hebreo Ioná), amely nagy sikert ért el az argentin zsidó ifjúság köreiben, és három év alatt kétezer tagra tett szert. A Ionát Perednik a zsidó gyökerekhez való visszatalálás, az aktív cionizmus és a liberalizmus eszmekörei felé próbálta kormányozni. 1980-ban kezdett cikkeket írni a „Nueva Presencia” (Új Jelen) című havilapba. Feleségével együtt öt gyereket nevelnek Jeruzsálem környékén.

## Pályája
Írásaiban és előadásaiban elsősorban zsidó filozófiával és az antiszemitizmus kérdéskörével foglalkozik, amelyet rendre „judeofóbia”-ként említ. Könyveit spanyolul írja, amelyek közül több portugál, héber és angol nyelven is olvasható. „A judeofóbia” című kötetében a zsidógyűlölet jellegzetességeit és következményeit mutatja be. A Héber Egyetemen elsősorban a külföldről érkező hallgatókat oktatja, ahol kiváló oktatónak bizonyult, és a világ ötven másik országának száz városában tartott előadásokat. A kínai zsidó tájékoztatási program fő kezdeményezői közé tartozik. 2008-ban jelent meg a Planeta Kiadónál Nyom nélkül ölni („Matar sin que se note”) című kötete, amelyben két Buenos Aires-i zsidóellenes merénylet hátterét tárja fel, és a felelősség kérdését feszegeti.

## Művei
- 1980 „En lo de los Santander” (Santanderéknél)
- 1988 „Ajitofel”
- 1989 „Hebreo soy” (Héber vagyok)
- 1990 „Custodia de cuatro mil años” (A megőrzés négyezer éve)
- 1992 „Lémej”
- 2001 „La judeofobía” (A judeofóbia)
- 2004 „España descarrilada” (A félresiklott Spanyolország)
- 2005 „Grandes pensadores” (Nagy gondolkodók)
- 2006 „Notables pensadores” (Jelentős gondolkodók)
- 2006 „El silencio de Darwin” (Darwin hallgatása)
- 2008 „Matar sin que se note” (Nyom nélkül ölni)